# Euptychia mollina
Euptychia mollina är en fjärilsart som beskrevs av Jacob Hübner 1816. Euptychia mollina ingår i släktet Euptychia och familjen praktfjärilar. Inga underarter finns listade i Catalogue of Life.